# Lafarre (Haute-Loire)
Lafarre ist eine französische Gemeinde mit 82 Einwohnern (Stand 1. Januar 2022) im Département Haute-Loire in der Region Auvergne-Rhône-Alpes (vor 2016 Auvergne). Die Gemeinde gehört zum Arrondissement Le Puy-en-Velay und zum Kanton Velay volcanique.

## Geografie
Lafarre liegt etwa 25 Kilometer südsüdöstlich von Le Puy-en-Velay im Zentralmassiv an der Loire, die die Gemeinde im Norden begrenzt. Umgeben wird Lafarre von den Nachbargemeinden Salettes im Norden, Issarlès im Osten, Lachapelle-Graillouse im Süden und Südosten, Coucouron im Südwesten, Saint-Arcons-de-Barges sowie Vielprat im Westen und Nordwesten.

## Bevölkerungsentwicklung
| Jahr                       | 1962 | 1968 | 1975 | 1982 | 1990 | 1999 | 2006 | 2017 |
| Einwohner                  | 187  | 137  | 106  | 102  | 83   | 72   | 69   | 72   |
| Quellen: Cassini und INSEE |      |      |      |      |      |      |      |      |

## Sehenswürdigkeiten
- Kirche Saint-Anthème
- Burg Le Cros aus dem 10. Jahrhundert, Umbauten aus dem 15./16. Jahrhundert
- Turm von Mauriac als Rest des Schlosses von Lafarre aus dem 16. Jahrhundert